# Stråsjösjön
Stråsjösjön är en sjö i Hudiksvalls kommun i Hälsingland och ingår i Delångersåns huvudavrinningsområde. Sjön har en area på 0,0935 kvadratkilometer och ligger 154,4 meter över havet. Sjön avvattnas av vattendraget Gladbäcken.

## Delavrinningsområde
Stråsjösjön ingår i det delavrinningsområde (687123-152560) som SMHI kallar för Utloppet av Stråsjösjön. Medelhöjden är 191 meter över havet och ytan är 2,02 kvadratkilometer. Räknas de 8 avrinningsområdena uppströms in blir den ackumulerade arean 37,12 kvadratkilometer. Gladbäcken som avvattnar avrinningsområdet har biflödesordning 2, vilket innebär att vattnet flödar genom totalt 2 vattendrag innan det når havet efter 80 kilometer. Avrinningsområdet består mestadels av skog (45 procent), öppen mark (13 procent) och jordbruk (35 procent). Avrinningsområdet har 0,09 kvadratkilometer vattenytor vilket ger det en sjöprocent på 4,6 procent.